# Abgal
Abgal (akkadiska: Apkallu) är sju sumeriska halvgudar som sägs ha blivit skapade av guden Enki (akkadiska: Ea för att ge mänskligheten civilisation. De tjänade Enki som präster och som rådgivare eller vise män till de första sumeriska härskarna innan översvämningen.
De sägs ha gett me (den sumeriska moralkoden och den sociala uppbyggnaden), hantverket och konsten till mänskligheten. De ansågs vara fiskliknande män då de kom från sötvattnet Apsu. Ofta framställs de med att de har en fisks kropp från midjan och neråt, eller att de är klädda som fiskar. De har också blivit beskrivna med vingar, då de antingen har ett mänskligt huvud eller ett örnhuvud.
Adapa (U-an, Oannes) var den förste av Apkallu. De andra kallades U-an-dugga, En-me-duga, En-me-galanna, En-me-buluga, An-enlida, och Utu-abzu.
Abgal är också en klan, tillhörande det östkushitiska folket i Somalia.